# Josef Hofinger

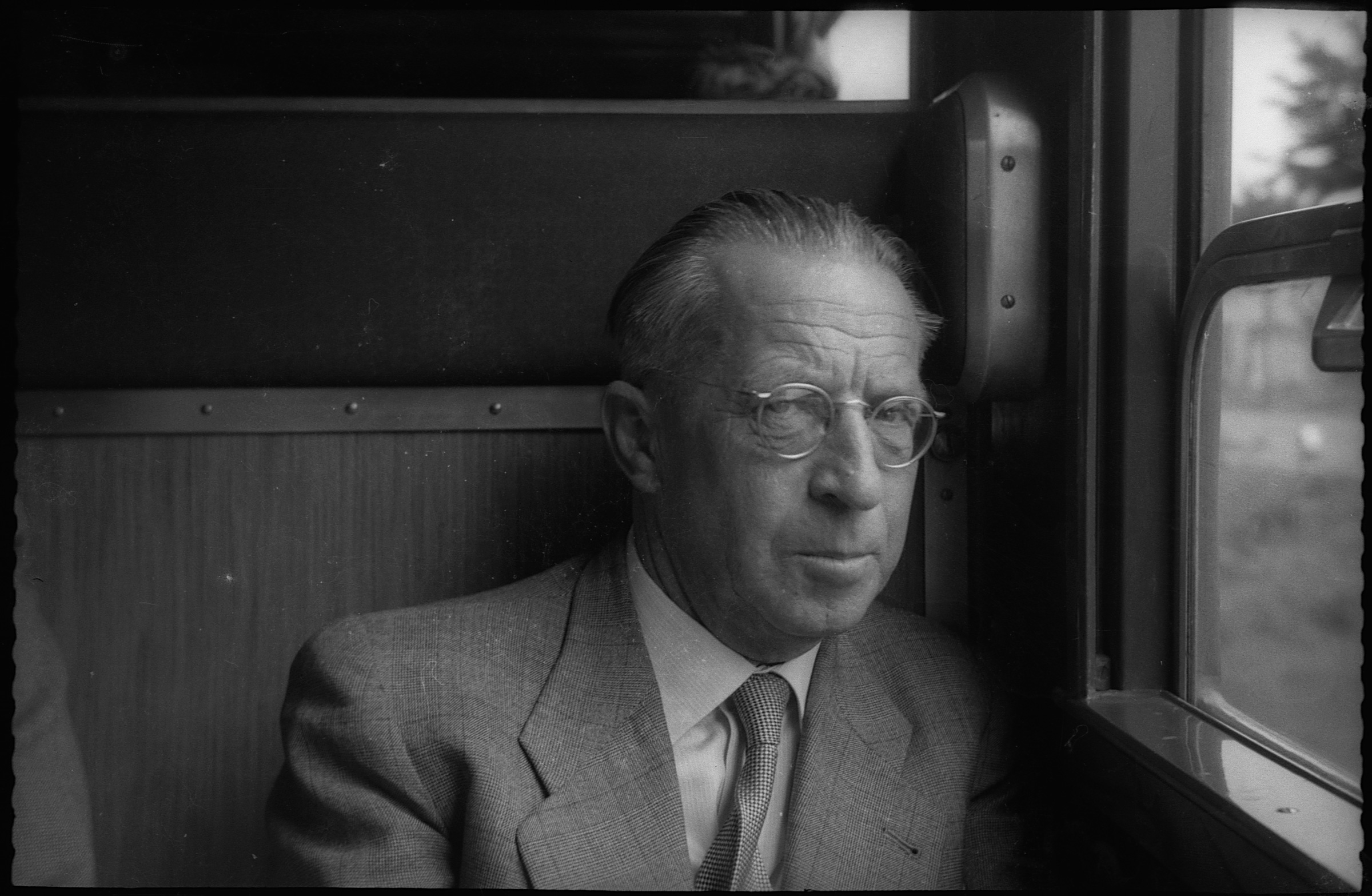
Josef Hofinger (1957)

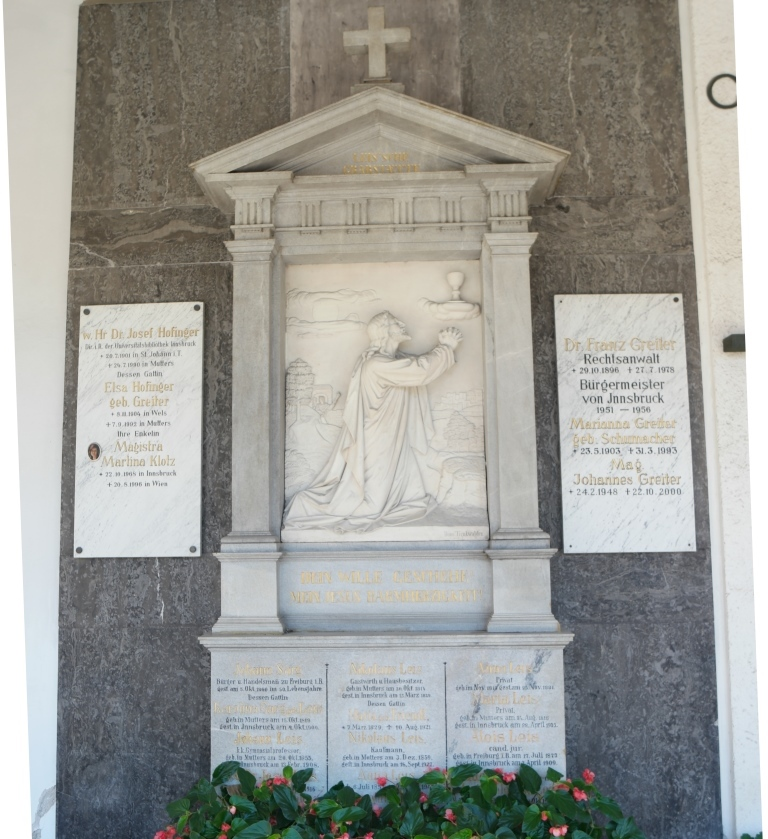
Familiengrab Leis, Greiter und Hofinger auf dem Friedhof Innsbruck-Wilten

Josef Hofinger (* 20. Juli 1901 in St. Johann in Tirol; † 24. Juli 1990 in Mutters) war Direktor der Studienbibliothek Linz, der Salzburger Studienbibliothek und der Universitätsbibliothek Innsbruck.
Hofinger studierte Geschichte, Geographie und Germanistik und promovierte 1925 an der Universität Innsbruck. 1926 trat er in die Universitätsbibliothek Innsbruck ein. 1928 bis 1930 war er an der Universitätsbibliothek Graz beschäftigt, von wo er an die Universitätsbibliothek Innsbruck zurückkehrte. 1935–38 war er Leiter der Studienbibliothek Linz. Während der Nazi-Zeit hatte er Berufsverbot als Bibliothekar. Er leitete in dieser Zeit ein Elektrizitätswerk in der Gemeinde St. Johann in Tirol und wurde 1945 auch deren erster Bürgermeister nach dem Krieg. Noch im selben Jahr fand er Aufnahme an Österreichischen Nationalbibliothek in Wien. 1946 wurde er Direktor der Studienbibliothek Salzburg und 1951 der Universitätsbibliothek Innsbruck. Hofinger wurde 1966 pensioniert. Im selben Jahr erhielt er die Medaille „Bene merito“ der Österreichischen Akademie der Wissenschaften und 1967 das Österreichische Ehrenkreuz für Wissenschaft und Kunst I. Klasse.
Josef Hofinger ist auf dem Friedhof Wilten in Innsbruck bestattet.

## Leben
Verheiratet mit Elsa, geb. Greiter, (8.11.1904 – 7.9.1992). Aus dieser Ehe entstammen fünf Kinder: Engelbert, Maria, Winfried, Elisabeth, Konrad

## Werke
- Deutsch-tirolische Bibliographie. 1927–1931. Innsbruck 1927–1931.
- Die öffentlichen Studien-Bibliotheken Österreichs, Innsbruck 1940